# Султанаєво (Кушнаренковський район)
Султана́єво (рос. Султанаево, башк. Солтанай) — село у складі Кушнаренковського району Башкортостану, Росія. Входить до складу Старогумеровської сільської ради.
Населення — 463 особи (2010; 510 у 2002).
Національний склад:
- татари — 51 %
- башкири — 49 %